# Mary Black
Mary Black (n. 23 de mayo de 1955, en Dublín, Irlanda) es una cantante irlandesa.

## Carrera
Nació en una familia de músicos. Su padre era violinista y su madre fue una cantante, sus hermanos tienen su propio grupo musical. Ella cantó en su grupo familiar desde su juventud, y su madre Patty tuvo una canción en el álbum de sus hermanos What A Time/Shay, de 1996, escrita por Michael and Martin Black.
Su hermana Frances Black es también una aclamada vocalista.
Fue nombrada "Mejor Artista Femenina" en la encuesta realizada por "Irish Recorded Music Association" en 1987, 1988, 1992, 1994 y 1996.
Contrajo matrimonio con Joe O'Reilly de Dara Records y tienen tres hijos, Conor, Danny y Roisin.

## Discografía
- Mary Black (1983)
- Collected (1984)
- Without the Fanfare (1985)
- By the Time it Gets Dark (1987)
- No Frontiers (1989)
- The Best Of Mary Black (1990)
- Babes in the Wood (1991)
- The Collection (1992)
- The Holy Ground (1993)
- Circus (1995)
- Looking Back (1995)
- Shine (1997)
- Speaking with the Angel (1999)
- The Best of Mary Black 1991-2001 & Hidden Harvest (2001)
- Mary Black Live (2003)
- Full Tide (2005)
- Stories from the Steeples (2011)